# Гравитация
Гравита́ция (притяже́ние, всеми́рное тяготе́ние, тяготе́ние) (от лат. gravitas — «тяжесть») — универсальное фундаментальное взаимодействие между материальными телами, обладающими массой. В приближении малых, по сравнению со скоростью света, скоростей и слабого гравитационного взаимодействия описывается теорией тяготения Ньютона, в общем случае описывается общей теорией относительности Эйнштейна. В квантовом пределе гравитационное взаимодействие предположительно описывается квантовой теорией гравитации, которая ещё не разработана.
Гравитация играет крайне важную роль в структуре и эволюции Вселенной (устанавливая связь между плотностью Вселенной и скоростью её расширения), определяя ключевые условия равновесия и устойчивости астрономических систем. Без гравитации во Вселенной не было бы планет, звёзд, галактик, чёрных дыр. Гравитационное сжатие является основным источником энергии на поздних стадиях эволюции звёзд (белые карлики, нейтронные звезды, чёрные дыры).
Согласно общей теории относительности, гравитационное взаимодействие является инвариантным относительно С-симметрии, P-симметрии и Т-симметрии

## Гравитационное притяжение
В рамках классической механики гравитационное притяжение описывается законом всемирного тяготения Ньютона, который гласит, что гравитационное притяжение между двумя материальными точками массы {\displaystyle m_{1}} и {\displaystyle m_{2}}, разделёнными расстоянием {\displaystyle r}, пропорционально обеим массам и обратно пропорционально квадрату расстояния:
{\displaystyle F=G{\frac {m_{1}m_{2}}{r^{2}}}.}
Здесь {\displaystyle G} — гравитационная постоянная, равная примерно 6,67⋅10−11 м³/(кг·с²).
Этот закон выполняется в приближении при малых по сравнению со скоростью света {\displaystyle v\ll c} скоростей и слабого гравитационного взаимодействия (если для изучаемого объекта, расположенного на расстоянии {\displaystyle R} от тела массой {\displaystyle M}, величина {\displaystyle {\frac {GM}{c^{2}R}}\ll 1}). В общем случае гравитация описывается общей теорией относительности Эйнштейна.
Закон всемирного тяготения — одно из приложений закона обратных квадратов, встречающегося также и при изучении излучений (например, давление света) и являющегося прямым следствием квадратичного увеличения площади сферы при увеличении радиуса, что приводит к квадратичному же уменьшению вклада любой единичной площади в площадь всей сферы.
Гравитационное поле, так же как и поле силы тяжести, потенциально. Это значит, что работа силы притяжения не зависит от вида траектории, а только от начальной и конечной точек. Равносильно: можно ввести потенциальную энергию гравитационного притяжения пары тел, и эта энергия не будет изменяться после перемещения тел по замкнутому контуру. Потенциальность гравитационного поля влечёт за собой закон сохранения суммы кинетической и потенциальной энергии и при изучении движения тел в гравитационном поле часто существенно упрощает решение.
В рамках ньютоновской механики гравитационное взаимодействие является дальнодействующим. Это означает, что, как бы массивное тело ни двигалось, в любой точке пространства гравитационный потенциал зависит только от положения тела в данный момент времени.
Большие космические объекты — планеты, звёзды и галактики — имеют огромную массу и, следовательно, создают значительные гравитационные поля.
Гравитация — слабейшее взаимодействие. Однако, поскольку оно действует на любых расстояниях и все массы положительны, это, тем не менее, очень важное воздействие во Вселенной. В частности, электромагнитное взаимодействие между телами в космических масштабах мало, поскольку полный электрический заряд этих тел равен нулю (вещество в целом электрически нейтрально).
Также гравитация, в отличие от других взаимодействий, универсальна в действии на всю материю и энергию. Не обнаружены объекты, у которых вообще отсутствовало бы гравитационное взаимодействие.
Из-за глобального характера гравитация ответственна и за такие крупномасштабные эффекты, как структура галактик, чёрные дыры и расширение Вселенной, и за элементарные астрономические явления — орбиты планет, и за простое притяжение к поверхности Земли и падения тел.
Гравитация была первым взаимодействием, описанным математической теорией. Аристотель (IV век до н. э.) считал, что объекты с разной массой падают с разной скоростью. И только много позже (1589 год) Галилео Галилей экспериментально определил, что это не так — если сопротивление воздуха устраняется, все тела ускоряются одинаково. Закон всеобщего тяготения Исаака Ньютона (1687 год) хорошо описывал общее поведение гравитации. В 1915 году Альберт Эйнштейн создал общую теорию относительности, более точно описывающую гравитацию в терминах геометрии пространства-времени.

## Небесная механика и некоторые её задачи
Раздел механики, изучающий движение тел в пустом пространстве только под действием гравитации, называется небесной механикой.
Наиболее простой задачей небесной механики является гравитационное взаимодействие двух точечных или сферических тел в пустом пространстве. Эта задача в рамках классической механики решается аналитически в замкнутой форме; результат её решения часто формулируют в виде трёх законов Кеплера.
При увеличении количества взаимодействующих тел задача резко усложняется. Так, уже знаменитая задача трёх тел (то есть движение трёх тел с ненулевыми массами) не может быть решена аналитически в общем виде. При численном же решении достаточно быстро наступает неустойчивость решений относительно начальных условий. В применении к Солнечной системе эта неустойчивость не позволяет предсказать точно движение планет на масштабах, превышающих сотню миллионов лет.
В некоторых частных случаях удаётся найти приближённое решение. Наиболее важным является случай, когда масса одного тела существенно больше массы других тел (примеры: Солнечная система и динамика колец Сатурна). В этом случае в первом приближении можно считать, что лёгкие тела не взаимодействуют друг с другом и движутся по кеплеровым траекториям вокруг массивного тела. Взаимодействия же между ними можно учитывать в рамках теории возмущений и усреднять по времени. При этом могут возникать нетривиальные явления, такие как резонансы, аттракторы, хаотичность и т. д. Наглядный пример таких явлений — сложная структура колец Сатурна.
Несмотря на попытки точно описать поведение системы из большого числа притягивающихся тел примерно одинаковой массы, сделать этого не удаётся из-за явления динамического хаоса.

## Сильные гравитационные поля
В сильных гравитационных полях (а также при движении в гравитационном поле с релятивистскими скоростями) начинают проявляться эффекты общей теории относительности (ОТО):
- изменение геометрии пространства-времени;
  - как следствие, отклонение закона тяготения от ньютоновского
  - и в экстремальных случаях — возникновение чёрных дыр;
- запаздывание потенциалов, связанное с конечной скоростью распространения гравитационных возмущений;
  - как следствие, появление гравитационных волн;
- эффекты нелинейности: гравитационные поля имеют свойство «вмешиваться» в интенсивность друг друга, поэтому принцип суперпозиции в сильных полях уже не выполняется.

## Гравитационное излучение
Одним из важных предсказаний ОТО является гравитационное излучение, наличие которого было подтверждено прямыми наблюдениями в 2015 году. Однако и раньше были весомые косвенные свидетельства в пользу его существования, а именно: потери энергии в тесных двойных системах, содержащих компактные гравитирующие объекты (такие как нейтронные звезды или чёрные дыры), в частности, обнаруженные в 1979 году в знаменитой системе PSR B1913+16 (пульсаре Халса — Тейлора) — хорошо согласуются с моделью ОТО, в которой эта энергия уносится именно гравитационным излучением.
Гравитационное излучение могут генерировать только системы с переменным квадрупольным или более высокими мультипольными моментами, этот факт говорит о том, что гравитационное излучение большинства природных источников направленное, что существенно усложняет его обнаружение. Мощность гравитационного {\displaystyle n} -польного источника пропорциональна {\displaystyle (v/c)^{2n+2}}, если мультиполь имеет электрический тип, и {\displaystyle (v/c)^{2n+4}} — если мультиполь магнитного типа, где {\displaystyle v} — характерная скорость движения источников в излучающей системе, а {\displaystyle c} — скорость света в вакууме. Таким образом, доминирующим моментом будет квадрупольный момент электрического типа, а мощность соответствующего излучения равна:
{\displaystyle L={\frac {1}{5}}{\frac {G}{c^{5}}}\left\langle {\frac {d^{3}Q_{ij}}{dt^{3}}}{\frac {d^{3}Q^{ij}}{dt^{3}}}\right\rangle ,}
где {\displaystyle Q_{ij}} — тензор квадрупольного момента распределения масс излучающей системы. Константа {\displaystyle {\frac {G}{c^{5}}}=2{,}76\cdot 10^{-53}} (1/Вт) позволяет оценить порядок величины мощности излучения.
Начиная с 1969 года (эксперименты Вебера), создаются детекторы гравитационного излучения. В США, Европе и Японии в настоящий момент существует несколько действующих наземных детекторов (LIGO, VIRGO, TAMA, GEO 600), а также проект космического гравитационного детектора LISA (Laser Interferometer Space Antenna — лазерно-интерферометрическая космическая антенна). Наземный детектор в России разрабатывается в Научном центре гравитационно-волновых исследований «Дулкын» Республики Татарстан.

## Тонкие эффекты гравитации
Помимо классических эффектов гравитационного притяжения и замедления времени, общая теория относительности предсказывает существование других проявлений гравитации, которые в земных условиях весьма слабы и поэтому их обнаружение и экспериментальная проверка весьма затруднительны. До последнего времени преодоление этих трудностей представлялось за пределами возможностей экспериментаторов.
Среди них, в частности, можно назвать увлечение инерциальных систем отсчёта (или эффект Лензе — Тирринга) и гравитомагнитное поле. В 2005 году автоматический аппарат НАСА Gravity Probe B провёл беспрецедентный по точности эксперимент по измерению этих эффектов вблизи Земли. Обработка полученных данных велась до мая 2011 года и подтвердила существование и величину эффектов геодезической прецессии и увлечения инерциальных систем отсчёта, хотя и с точностью, несколько меньшей изначально предполагавшейся.
После интенсивной работы по анализу и извлечению помех измерений, окончательные итоги миссии были объявлены на пресс-конференции по NASA-TV 4 мая 2011 года и опубликованы в Physical Review Letters. Измеренная величина геодезической прецессии составила −6601,8±18,3 миллисекунды дуги в год, а эффекта увлечения — −37,2±7,2 миллисекунды дуги в год (ср. с теоретическими значениями −6606,1 mas/год и −39,2 mas/год).

## Классические теории гравитации
В связи с тем, что квантовые эффекты гравитации чрезвычайно малы даже в самых экстремальных и наблюдательных условиях, до сих пор не существует их надёжных наблюдений. Теоретические оценки показывают, что в подавляющем большинстве случаев можно ограничиться классическим описанием гравитационного взаимодействия.
Существует современная каноническая классическая теория гравитации — общая теория относительности, и множество уточняющих её гипотез и теорий различной степени разработанности, конкурирующих между собой. Все эти теории дают очень похожие предсказания в рамках того приближения, в котором в настоящее время осуществляются экспериментальные тесты. Далее описаны несколько основных, наиболее хорошо разработанных или известных теорий гравитации.

### Общая теория относительности
В стандартном подходе общей теории относительности (ОТО) гравитация рассматривается изначально не как силовое взаимодействие, а как проявление искривления пространства-времени. Таким образом, в ОТО гравитация интерпретируется как геометрический эффект, причём пространство-время рассматривается в рамках неевклидовой римановой (точнее псевдо-римановой) геометрии. Гравитационное поле (обобщение ньютоновского гравитационного потенциала), иногда называемое также полем тяготения, в ОТО отождествляется с тензорным метрическим полем — метрикой четырёхмерного пространства-времени, а напряжённость гравитационного поля — с аффинной связностью пространства-времени, определяемой метрикой.
Стандартной задачей ОТО является определение компонент метрического тензора, в совокупности задающих геометрические свойства пространства-времени, по известному распределению источников энергии-импульса в рассматриваемой системе четырёхмерных координат. В свою очередь знание метрики позволяет рассчитывать движение пробных частиц, что эквивалентно знанию свойств поля тяготения в данной системе. В связи с тензорным характером уравнений ОТО, а также со стандартным фундаментальным обоснованием её формулировки, считается, что гравитация также носит тензорный характер. Одним из следствий является то, что гравитационное излучение должно быть не ниже квадрупольного порядка.
Известно, что в ОТО имеются затруднения в связи с неинвариантностью энергии гравитационного поля, поскольку данная энергия не описывается тензором и может быть теоретически определена разными способами. В классической ОТО также возникает проблема описания спин-орбитального взаимодействия (так как спин протяжённого объекта также не имеет однозначного определения). Считается, что существуют определённые проблемы с однозначностью результатов и обоснованием непротиворечивости (проблема гравитационных сингулярностей).
Однако экспериментально ОТО подтверждается до самого последнего времени (2012 год). Кроме того, многие альтернативные эйнштейновскому, но стандартные для современной физики подходы к формулировке теории гравитации приводят к результату, совпадающему с ОТО в низкоэнергетическом приближении, которое только и доступно сейчас экспериментальной проверке.

### Теория Эйнштейна — Картана
Теория Эйнштейна — Картана (ЭК) была разработана как расширение ОТО, внутренне включающее в себя описание воздействия на пространство-время, кроме энергии-импульса, также и спина объектов. В теории ЭК вводится аффинное кручение, а вместо псевдоримановой геометрии для пространства-времени используется геометрия Римана — Картана. В результате от метрической теории переходят к аффинной теории пространства-времени. Результирующие уравнения для описания пространства-времени распадаются на два класса: один из них аналогичен ОТО, с тем отличием, что в тензор кривизны включены компоненты с аффинным кручением; второй класс уравнений задаёт связь тензора кручения и тензора спина материи и излучения. 

Получаемые поправки к ОТО, в условиях современной Вселенной, настолько малы, что пока не видно даже гипотетических путей для их измерения.

### Теория Бранса — Дикке
В скалярно-тензорных теориях, самой известной из которых является теория Бранса — Дикке (или Йордана — Бранса — Дикке), гравитационное поле как эффективная метрика пространства-времени определяется воздействием не только тензора энергии-импульса материи, как в ОТО, но и дополнительного гравитационного скалярного поля. Источником скалярного поля считается свёрнутый тензор энергии-импульса материи. Следовательно, скалярно-тензорные теории, как ОТО и РТГ (Релятивистская теория гравитации), относятся к метрическим теориям, дающим объяснение гравитации, используя только геометрию пространства-времени и его метрические свойства. Наличие скалярного поля приводит к двум группам уравнений для компонент гравитационного поля: одна для метрики, вторая — для скалярного поля. Теория Бранса — Дикке вследствие наличия скалярного поля может рассматриваться также как действующая в пятимерном многообразии, состоящем из пространства-времени и скалярного поля.
Подобное распадение уравнений на два класса имеет место и в РТГ, где второе тензорное уравнение вводится для учёта связи между неевклидовым пространством и пространством Минковского. Благодаря наличию безразмерного параметра в теории Йордана — Бранса — Дикке появляется возможность выбрать его так, чтобы результаты теории совпадали с результатами гравитационных экспериментов. При этом при стремлении параметра к бесконечности предсказания теории становятся всё более близкими к ОТО, так что опровергнуть теорию Йордана — Бранса — Дикке невозможно никаким экспериментом, подтверждающим общую теорию относительности.

## Квантовая теория гравитации
Несмотря на более чем полувековую историю попыток, гравитация — единственное из фундаментальных взаимодействий, для которого пока ещё не построена общепризнанная непротиворечивая квантовая теория. При низких энергиях, в духе квантовой теории поля, гравитационное взаимодействие можно представить как обмен гравитонами — калибровочными бозонами со спином 2. Однако получающаяся теория неперенормируема, и поэтому считается неудовлетворительной.
В последние десятилетия разработаны несколько перспективных подходов к решению задачи квантования гравитации: теория струн, петлевая квантовая гравитация и прочие.
Теория струн
В ней вместо частиц и фонового пространства-времени выступают струны и их многомерные аналоги — браны. Для многомерных задач браны являются многомерными частицами, но с точки зрения частиц, движущихся внутри этих бран, они являются пространственно-временными структурами. Вариантом теории струн является М-теория.
Петлевая квантовая гравитация
В ней делается попытка сформулировать квантовую теорию поля без привязки к пространственно-временному фону, пространство и время по этой теории состоят из дискретных частей. Эти маленькие квантовые ячейки пространства определённым способом соединены друг с другом, так что на малых масштабах времени и длины они создают пёструю, дискретную структуру пространства, а на больших масштабах плавно переходят в непрерывное гладкое пространство-время. Хотя многие космологические модели могут описать поведение вселенной только от Планковского времени после Большого Взрыва, петлевая квантовая гравитация может описать сам процесс взрыва, и даже заглянуть раньше. Петлевая квантовая гравитация позволяет описать все частицы стандартной модели, не требуя для объяснения их масс введения бозона Хиггса.
Причинная динамическая триангуляция
Причинная динамическая триангуляция — пространственно-временное многообразие в ней строится из элементарных евклидовых симплексов (треугольник, тетраэдр, пентахор) размеров порядка планковских с учётом принципа причинности. Четырёхмерность и псевдоевклидовость пространства-времени в макроскопических масштабах в ней не постулируются, а являются следствием теории.

## Гравитация в микромире
Гравитация в микромире при низких энергиях элементарных частиц на много порядков слабее остальных фундаментальных взаимодействий. Так, отношение силы гравитационного взаимодействия двух покоящихся протонов к силе электростатического взаимодействия составляет {\displaystyle 10^{-36}}.
По аналогии с законом Кулона входящую в закон всемирного тяготения величину {\displaystyle {\sqrt {G_{N}}}m} называют гравитационным зарядом. В силу принципа эквивалентности массы и энергии гравитационный заряд равен {\displaystyle {\sqrt {G_{N}}}{\frac {E}{c^{2}}}}. Гравитационное взаимодействие становится равным по силе электромагнитному, когда гравитационный заряд равен электрическому {\displaystyle {\sqrt {G_{N}}}{\frac {E}{c^{2}}}=e}, то есть при энергиях {\displaystyle E={\frac {ec^{2}}{\sqrt {G_{N}}}}=10^{18}} ГэВ, пока недостижимых на ускорителях элементарных частиц.
Предполагается, что гравитационное взаимодействие было таким же сильным, как и остальные взаимодействия в первые {\displaystyle 10^{-43}} секунд после Большого взрыва.